# Лукашок, Сергей
Сергей Лукашок (род. 20 июня 1958) — советский и израильский легкоатлет, специалист по метанию диска. Выступал за сборные СССР и Израиля по лёгкой атлетике в 1980-х и 1990-х годах, двукратный обладатель Кубка СССР, многократный победитель и призёр первенств национального значения, участник двух чемпионатов мира и одного чемпионата Европы. Мастер спорта СССР международного класса.

## Биография
Сергей Лукашок родился 20 июня 1958 года. Занимался лёгкой атлетикой в детско-юношеской спортивной школе в Барановичах, затем тренировался в Минске, состоял в спортивном обществе «Динамо».
В 1977 году впервые вошёл в состав советской сборной и выступил на юниорском европейском первенстве в Донецке, где в зачёте метания диска стал четвёртым.
Начиная с 1981 года регулярно принимал участие в крупных всесоюзных соревнованиях. В сентябре 1983 года на турнире в Одессе установил свой личный рекорд в метании диска — 66,64 метра.
В 1985 году выиграл серебряную медаль на зимнем чемпионате СССР по метаниям в Адлере (61,12). Год спустя на аналогичных соревнованиях с результатом 60,92 взял бронзу.
В 1990 году стал серебряным призёром на чемпионате СССР в Киеве (63,94), уступив только москвичу Сергею Ляхову.
Дважды выигрывал Кубок СССР по лёгкой атлетике.
После распада Советского Союза Лукашок получил белорусское гражданство, но вскоре переехал на постоянное жительство в Израиль и стал выступать за израильскую национальную сборную. Так, в 1993—1995 годах он трижды подряд становился чемпионом Израиля в метании диска, представлял страну на чемпионатах мира 1993 года в Штутгарте и 1995 года в Гётеборге, а также на чемпионате Европы 1994 года в Хельсинки, где занял в финале итоговое 11-е место.